# 驗屍

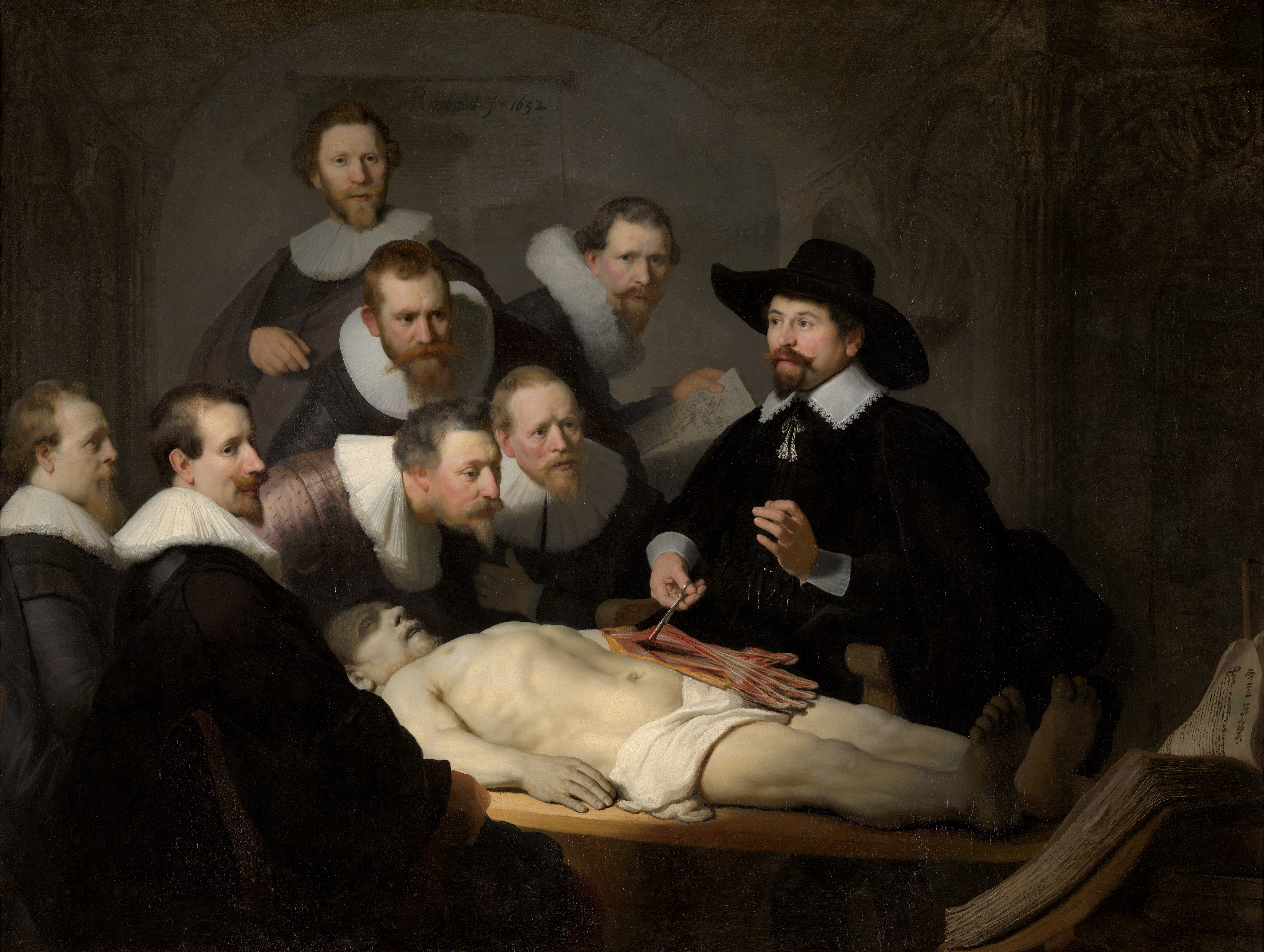
尼古拉斯·杜尔博士的解剖学课

驗屍（necropsy）亦稱屍檢（autopsy）、相驗、尸体剖检、屍體解剖、尸体剖验（obduction），是一個徹底檢查屍體的醫療程序，运用病理解剖学知识，对患病死亡人类或动物尸体进行解剖，观察病死者各器官的病理变化，判断死亡原因和方式，並評估任何可能存在的疾病或損傷。通常由病理學家、法醫或驗屍官等專門人員行驗屍工作。

## 中国
中国古代負責檢驗屍體的人員係為仵作。但中國民间习俗講究全屍，地方官除非迫不得已，一般不愿意施行剖尸、蒸骨、开棺验尸等破坏性检验。仵作是衙役中的一种，但其地位低，多借机骚扰百姓、敲诈勒索。宋慈為中國歷史上最著名的仵作，於南宋時期（1247年）寫成了世界上最早的法醫學專著《洗冤集錄》。朝廷經常限制胥吏的作用，《庆元条法事类》卷五十二《公吏门》中，朝廷对吏人差补、解试出职和停降都作了细致的规定，但效果不明显。叶适则把这一现象概括为“官无封建而吏有封建”。清末的楊乃武與小白菜一案的关键點在於初审时仵作的疏忽大意，將骨頭發霉視為中毒死亡事件，事後翻案的关键竟仍依赖于在刑部任职六十年的老仵作，案件才得以扭转，參考的仍是宋代出版的《洗冤集錄》一書。清末改稱檢驗吏，北洋政府時期仍沿用。